# Сейпал
Сейпал (неп. साइपाल, saipāl; англ. Saipal) — гора у гірському хребті Гуранс-Гімал в Гімалаях на південному заході району Гумла, провінції Карналі та північному сході району Баджганґ, провінції Судурпашчім в Непалі.

## Географія
Гори Апі (7132 м), Нампа (6755 м) та Сейпал (7031 м) — це тріо високих гір, розташованих на північному заході Непалу. Вони разом утворюють невеликий гірський хребет Гуранс-Гімал, гострих крижаних вершин, що піднімаються з довгого, крутого засніженого гребеня і який відноситься до Гімалаїв Західного Непалу (англ. Western Nepal Himalaya).
Абсолютна висота вершини 7031 метр над рівнем моря. Це друга за висотою вершина хребта Гуранс-Гімал (після Апі, 7132 м), і належить до ультра-піків Землі. Відносна висота гори — 1824 м. За цим показником вона займає 36-те місце серед Ультра-піки Гімалаїв та 15-те в Непалі. Найнижче ключове сідло вершини, по якому вимірюється її відносна висота називається Урай-Ла (англ. Urai La), має висоту 5207 м над рівнем моря і розташоване за 27,9 км на захід — північний захід (30°0′44″ пн. ш. 81°14′30″ сх. д. / 30.01222° пн. ш. 81.24167° сх. д.). Топографічна ізоляція вершини відносно найближчої вищої гори Апі, яка розташована на заході — північному заході, в цьому ж хребті, становить 55,48 км.
Окрім головного піку Сейпал Головний, гора має ще один значний пік — Сейпал II (29°53′40″ пн. ш. 81°30′20″ сх. д. / 29.89444° пн. ш. 81.50556° сх. д.), з абсолютною висотою 6924 м і відносною висотою 140 м та розташований за 1,3 км на схід — північний схід від Головного піку.

## Підкорення
Перше сходження на Сейпал відбулося в 1963 році. Два японця Кацутоші Хірабаясі і Пасанґ Футар досягли вершини гори 21 жовтня 1963 року через південний гребінь. У 1985 році члени іспанської експедиції піднялися на гору зразу двома маршрутами — західним хребтом та південно-західною стіною.